# Risseu

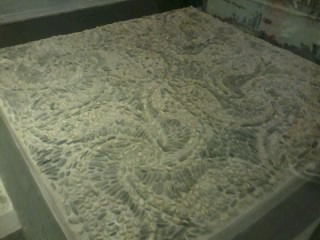
Risseu della demolita chiesa di Santa Maria degli Incrociati
conservato all'interno della stazione della metropolitana genovese Brignole.

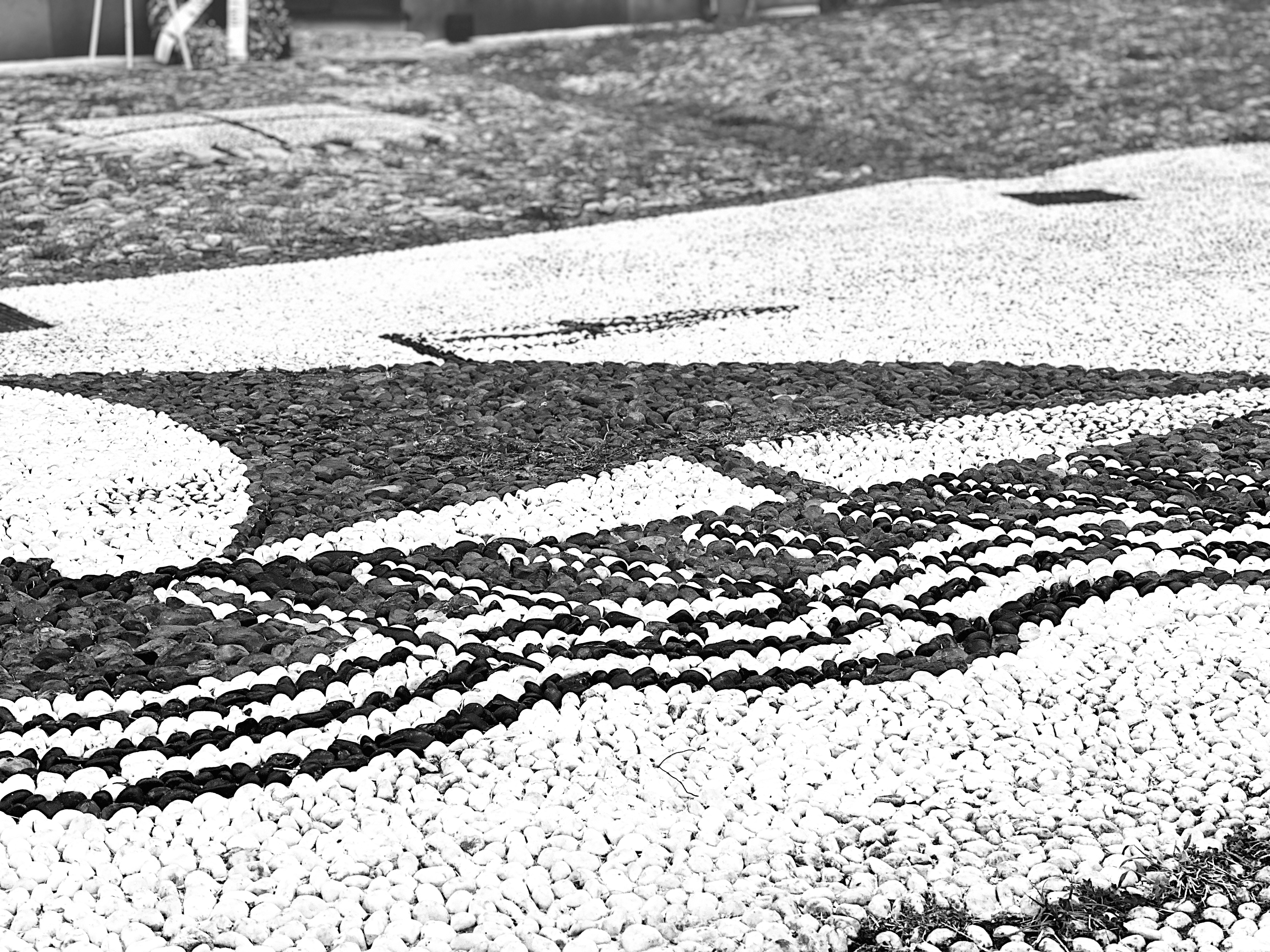
Dettaglio di risseu presente in Campo Pisano a Genova.

Il risseu o rissêu (termine genovese per ciottolo, forse dal francese ruisseau che significa ruscello) è un tipico mosaico acciottolato dei sagrati delle chiese e dei giardini delle ville e dei palazzi della Liguria.

## Origini

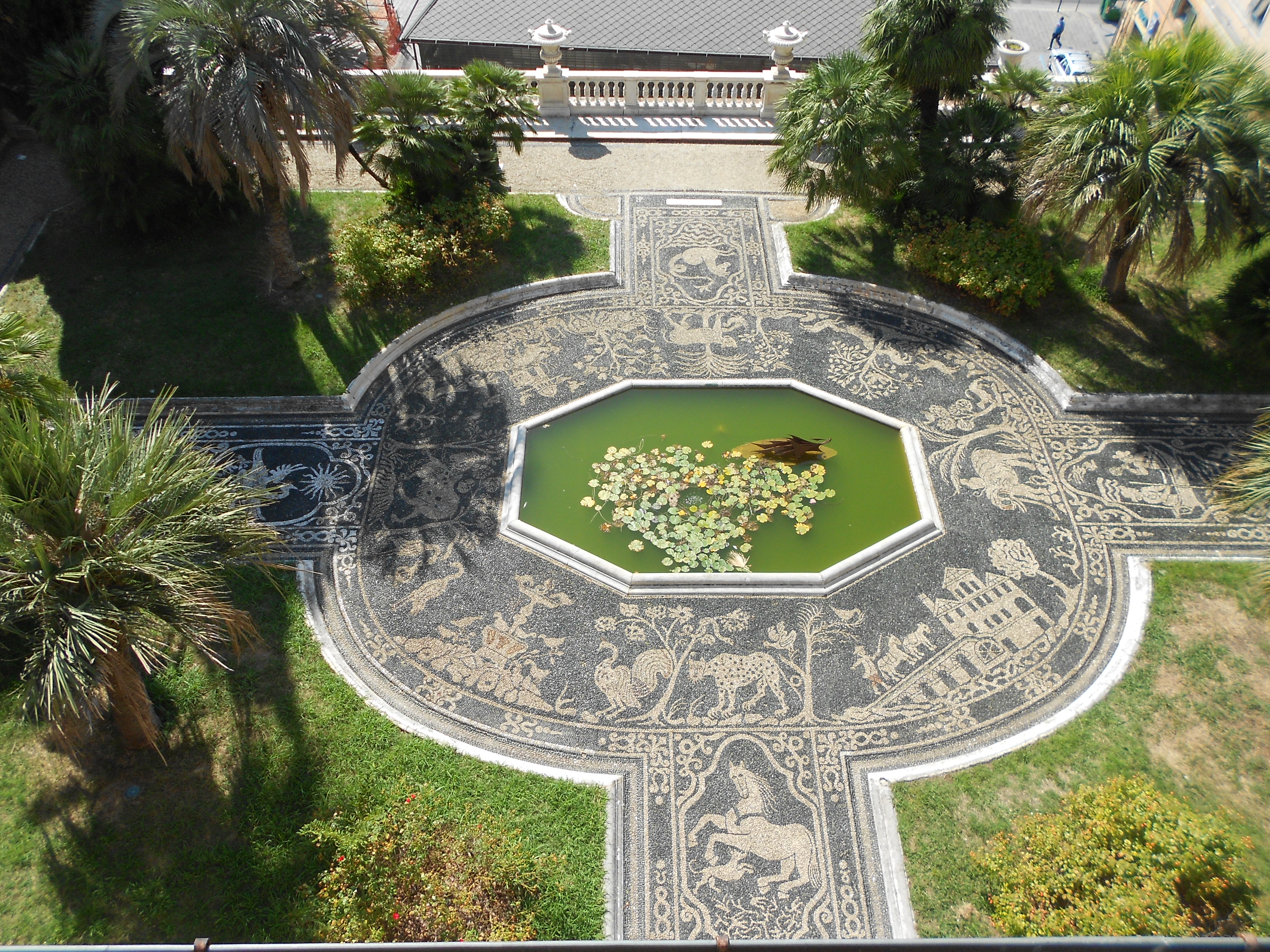
Risseu del giardino di Palazzo Reale in Genova

La decorazione delle pavimentazioni nota come risseu arriva a Genova intorno al XVII e XVIII secolo.
L'origine di questa tecnica è incerta, alcuni propendono per un'origine molto antica, proveniente addirittura dalle civiltà mesopotamiche, che si snoda in un continuum storico dall'antica Assiria (significativi i ritrovamenti della città e delle pavimentazioni di Ziyaret Tepe in Turchia), attraverso la Grecia (ad esempio le decorazioni presenti sull'isola di Simi, nel palazzo di Pella e nel monastero di Kalopetra a Rodi) da cui poi sarebbe giunta a Genova attraverso gli scambi commerciali.
Altri sostengono che l'origine del risseu sia invece ispirata dai mosaici greco-romani classici che i mercanti genovesi avevano potuto osservare nel corso dei loro viaggi nel mar Mediterraneo, tentando poi una riproduzione in patria con la disponibilità di pietre locali e dai costi più contenuti rispetto alla pasta vitrea e ai preziosi minerali impiegati dai romani.
Infine secondo altre tradizioni sarebbe invece derivato dall'usanza di cospargere di petali e fiori le strade nei giorni in cui passava la processione del Corpus Domini.

## Realizzazione
La posa di un risseu è preceduta dalla realizzazione di un disegno precostituito sulla pavimentazione da decorare, su cui si baserà l'opera. La base è costituita da una malta di calce e porcellana in polvere.
I ciottoli che compongono la decorazione sono sassi scelti per il loro colore e la loro dimensione sulle spiagge dei fiumi o del mare o nelle cave. Di colore nero (serpentinite) o bianco (quarzo o calcite), più raramente rossastri (diaspro), vengono livellati da un lato con una mazzetta per adattarli meglio alla base su cui andranno ad essere fissati.

## Minerali usati

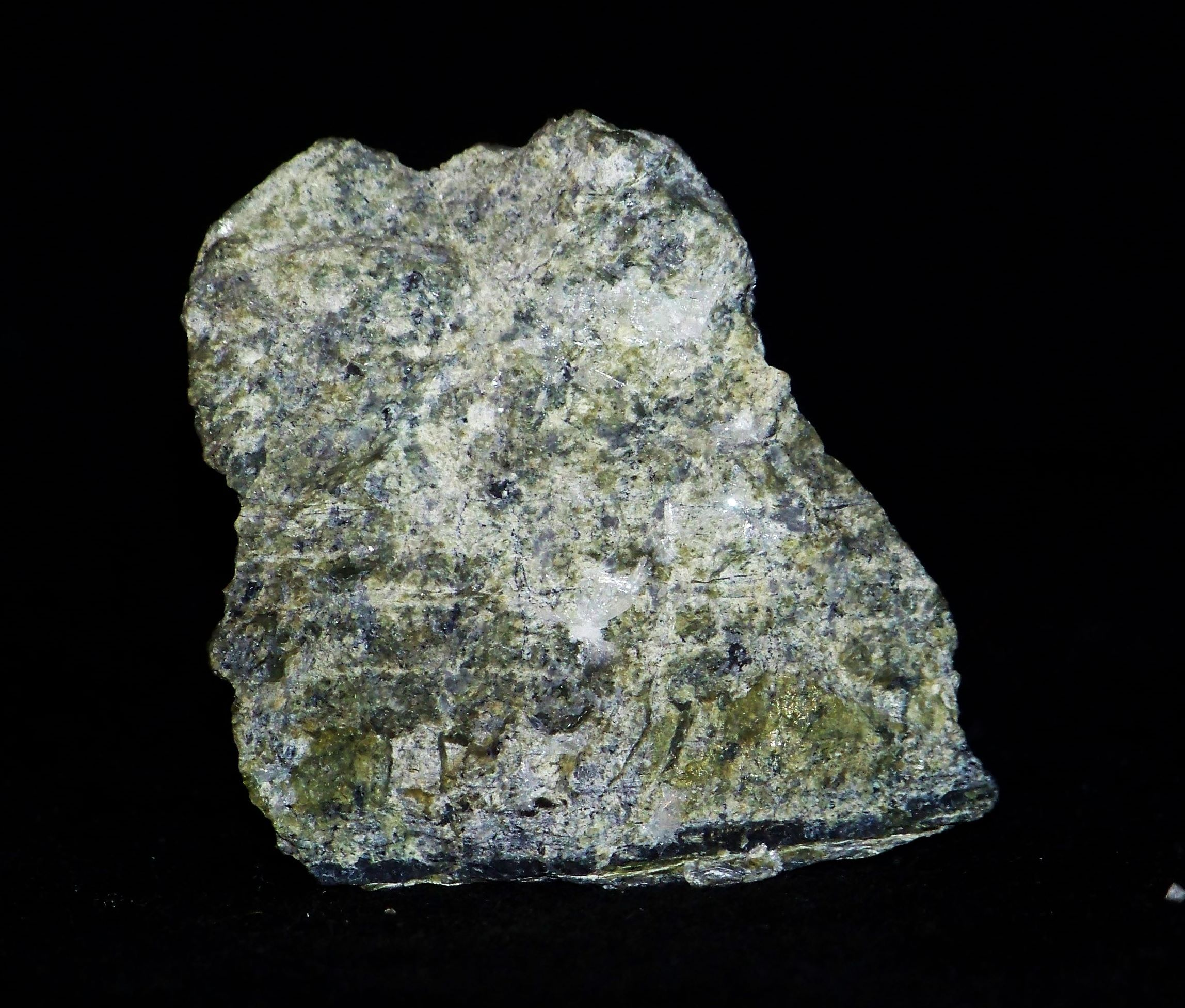
serpentinite (nero/grigio)
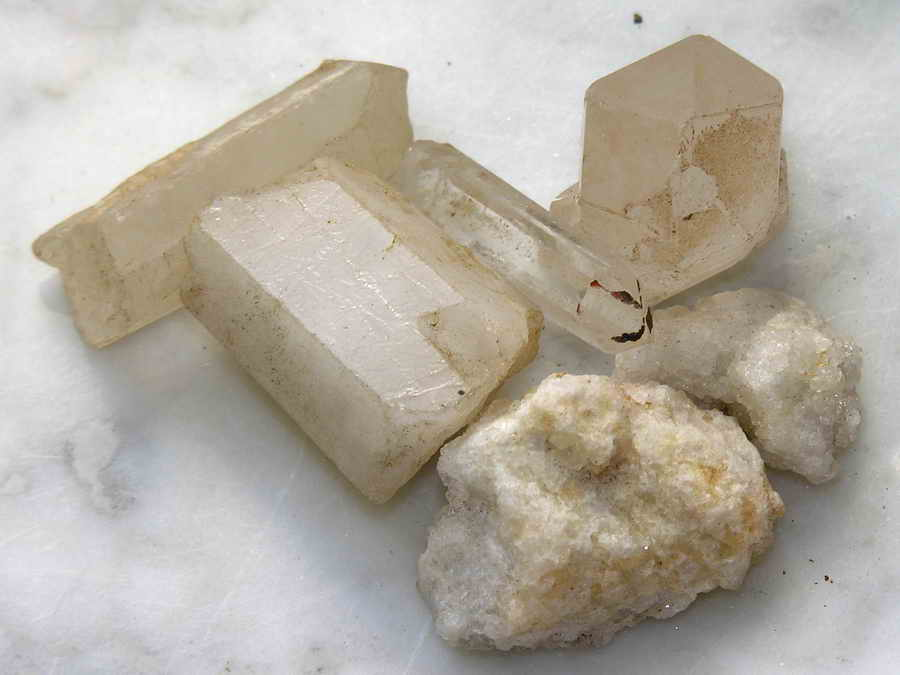
quarzo (bianco)
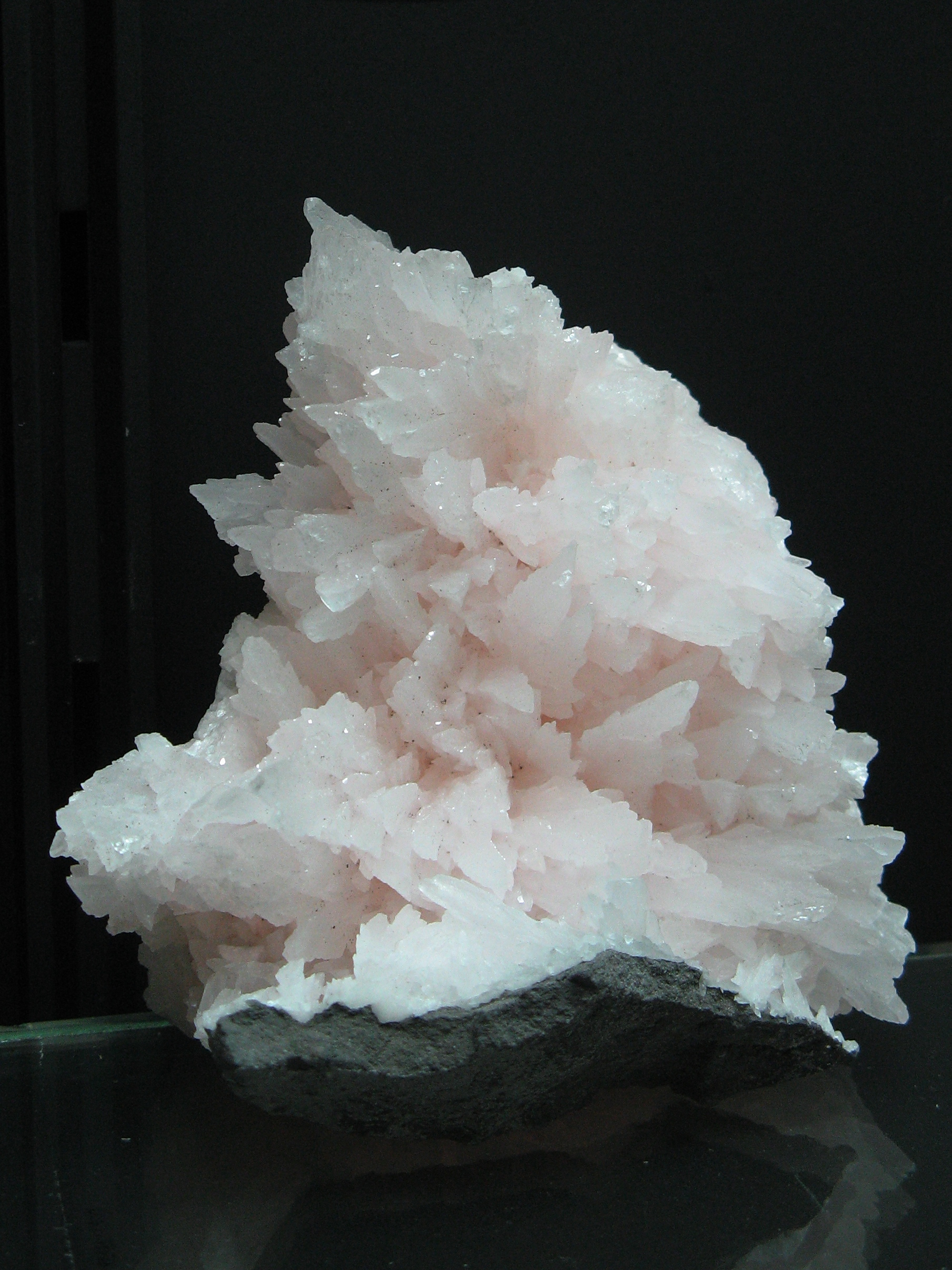
calcite (bianco)
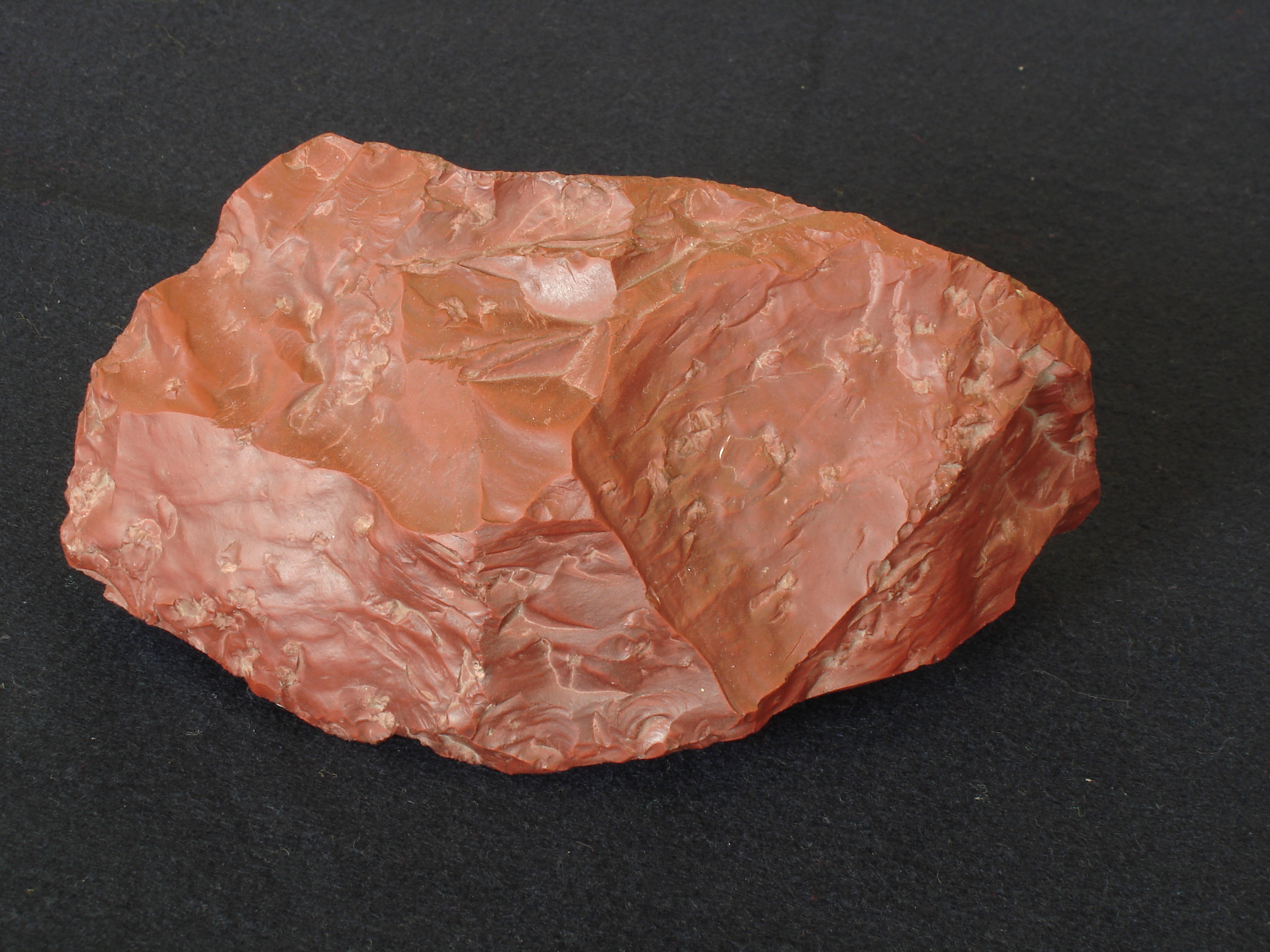
diaspro (tonalità di rosso)